# Elizabeth Olaba
Elizabeth Olaba (* 19. März 1954) ist eine ehemalige kenianische Leichtathletin, die im Kugelstoßen sowie im Diskuswurf an den Start ging. Ihren größten Erfolg feierte sie mit dem Gewinn der Goldmedaille im Kugelstoßen bei den Afrikaspielen in Nairobi. 

## Sportliche Laufbahn
Erste internationale Erfahrungen sammelte Elizabeth Olaba vermutlich im Jahr 1982, als sie bei den Commonwealth Games in Brisbane mit 4664 Punkten den zwölften Platz im Siebenkampf belegte und gelangte im Speerwurf mit 40,96 m auf Rang neun und wurde im Kugelstoßen mit 12,84 m Zehnte. 1987 siegte sie bei den Afrikaspielen in Nairobi mit neuem Spielerekord von 15,30 m im Kugelstoßen und 1990 gewann sie bei den Afrikameisterschaften in Kairo mit 14,26 m die Silbermedaille hinter der Ägypterin Hanan Ahmed Khaled. Zudem gewann sie im Diskusbewerb mit 45,04 m die Bronzemedaille hinter der Marokkanerin Zoubida Laayouni und Ahmed Khaled aus Ägypten. Im Jahr darauf gewann sie bei den Afrikaspielen ebendort mit 14,83 m die Silbermedaille im Kugelstoßen hinter der Ägypterin Ahmed Khaled und 1992 gewann sie bei den Afrikameisterschaften in Belle Vue Maurel mit 14,77 m die Bronzemedaille hinter der Marokkanerin Fouzia Fatihi und Ahmed Khaled aus Ägypten. Im Jahr darauf gewann sie bei den Afrikameisterschaften in Durban mit einem Stoß auf 14,42 m die Silbermedaille hinter der Südafrikanerin Louise Meintjies. 
In den Jahren von 1981 bis 1983 sowie von 1987 bis 1989 und 1992, 1993 und 1995 und 2000 wurde Olaba kenianische Meisterin im Kugelstoßen sowie 1981 und 1983, von 1987 bis 1990 und 1992 bis 1994 und 2000 im Diskuswurf. 1998 und 2000 wurde sie Landesmeisterin im Hammerwurf.